# Dovydas Nemeravičius
Dovydas Nemeravičius, född 11 december 1996, är en litauisk roddare.
Nemeravičius tävlade för Litauen vid olympiska sommarspelen 2016 i Rio de Janeiro, där han slutade på 9:e plats i scullerfyra. Övriga i roddarlaget var Martynas Džiaugys, Dominykas Jančionis och Aurimas Adomavičius. Vid olympiska sommarspelen 2020 i Tokyo slutade Nemeravičius på 10:e plats tillsammans med Armandas Kelmelis, Martynas Džiaugys och Dominykas Jančionis i scullerfyra.